# Kanton Chéroy
Kanton Chéroy (fr. Canton de Chéroy) byl francouzský kanton v departementu Yonne v regionu Burgundsko. Skládal se ze 16 obcí. Zrušen byl po reformě kantonů 2014.

## Obce kantonu
- La Belliole
- Brannay
- Chéroy
- Courtoin
- Dollot
- Domats
- Fouchères
- Jouy
- Montacher-Villegardin
- Saint-Valérien
- Savigny-sur-Clairis
- Vallery
- Vernoy
- Villebougis
- Villeneuve-la-Dondagre
- Villeroy